# Finn Haunstoft
Finn Haunstoft   (Aarhus, 8 de juliol de 1928 - Kielstrup Sø, 12 de maig de 2008) fou un piragüista en aigües tranquil·les danès que va competir durant la dècada de 1950.
El 1952 va prendre part en els Jocs Olímpics d'Estiu de Hèlsinki, on guanyà la medalla d'or en la prova del C-2, 1.000 metres del programa de piragüisme. Formà parella amb Bent Peder Rasch. Quatre anys més tard, als Jocs de Melbourne, fou sisè en la prova del C-2, 10.000 metres.